# Глаша и Кикимора
«Глаша и Кикимора» — российский рисованный мультипликационный фильм 1992 года, выпущенный киностудией «Союзмультфильм» по мотивам сказок Алексея Николаевича Толстого «Кикимора» и «Кот Васька» (обе написаны в 1910 году).

## Сюжет
Ночь. В избушке Глаша укачивает свою маленькую сестричку Дунечку. На печке лежит чёрный кот, по старости потерявший все зубы, из-за чего его донимают мыши. Вдруг по стенам ползут странные тени, и в избушке появляется старуха. Она просится переночевать, но Глаша говорит, что родители, когда на ярмарку уезжали, ей строго наказывали: чужих в дом не пускать. Но старуха уговаривает Глашу оставить её, а когда Глаша ложится поспать, старуха похищает маленькую Дунечку и уносит её в лес.
Глаша бросается в погоню, а старухи и след простыл. Глаша встречает Лешего, который попал в беду — свалился в болото, где его поймал Водяной. Глаша помогает Лешему выбраться (при этом Водяной от обиды превращается в пузыри, которые тут же лопаются), и Леший рассказывает Глаше, что старуха та была Кикимора болотная, и Дунечке грозит опасность: Кикимора может превратить малышку в уродца-игошу. Леший берётся помочь Глаше.
Глаша подкрадывается к логову Кикиморы, хватает Дунечку и бросается бежать. Кикимора — за ней. Леший мешает Кикиморе и показывает короткий путь Глаше домой. Кикимора от ярости гонится за Глашей до самого села, но дорогу ей преграждает кот, успев окружить Кикимору своими следами, через которые она не может перейти. Кот соглашается пропустить Кикимору в обмен на зубы, висящие на её шее. Кикимора соглашается, но кот, вновь став зубастым, решает проучить Кикимору и набрасывается на неё. Кикиморе удаётся отбросить кота (расставшись при этом со своими волосами, которые на самом деле оказываются париком, и голова Кикиморы становится лысой) и добежать до избушки, да только от злости она не рассчитывает время и слышит крик петуха. А ведь известно, что когда кричит петух, всякой нечисти, если она не спряталась, погибель. Кикимора превращается в облачко пара и сливается с утренним туманом.
Тут и Солнце встаёт. Глаша просыпается и, видя мирно спящую Дунечку, решает, что ей это всё приснилось. Но оказывается, что это было на самом деле: кот показывает мышам зубы, полученные от Кикиморы, и те от страха падают с печки.

## Съёмочная группа
- Авторы сценария Роман Губин, Александр Гурьев, Александр Мазаев
- Кинорежиссёр — Александр Мазаев
- Художник-постановщик — Татьяна Ильина
- Композиторы — Нина Савичева, Филипп Кольцов
- Кинооператор — Кабул Расулов
- Звукооператор — Владимир Кутузов
- Аниматоры Галина Зеброва, Александр Панов, Александр Мазаев, Вячеслав Каюков, Юрий Мещеряков, Владимир Захаров, Андрей Смирнов, Иосиф Куроян
- Редактор: Елена Никиткина
- Над фильмом работали В. Маракасов, Галина Смирнова, Зоя Монетова,  Виктория Макина, Ирина Собянина, Н. Чебкасова, Т. Колосова, А. Ратковская, И. Мазаева
- Директора съёмочной группы Нина Сучкова, Бэла Ходова

## Роли озвучивали
- Лия Ахеджакова — Кикимора
- Светлана Харлап — Глаша
- Всеволод Ларионов — Чёрный кот
- Юрий Волынцев — Леший
- Людмила Гнилова — Дунечка